# John Williams (Politiker, 1752)
John Williams (* September 1752 in Barnstaple, England; † 22. Juli 1806 in Salem, New York) war ein US-amerikanischer Politiker. Zwischen 1795 und 1799 vertrat er den Bundesstaat New York im US-Repräsentantenhaus.

## Werdegang
John Williams wuchs in England auf, wo er am St. Thomas Hospital in London Medizin studierte. Im Jahr 1773 wanderte er in die damaligen britischen Kolonien in Nordamerika aus und ließ sich in New Perth, dem späteren Salem, im Washington County nieder. In seiner neuen Heimat praktizierte er als Arzt. Er schloss sich der amerikanischen Revolution an und war zwischen 1775 und 1777 Mitglied im State Provincial Congress. Ab 1775 war er als Arzt bei den Truppen von New York tätig. Bis zum Ende des Unabhängigkeitskrieges diente er als Oberst bei den Staatstruppen. Danach gehörte er der Staatsmiliz von New York an, bei der er im Jahr 1786 zum Brigadegeneral befördert wurde. Von 1777 bis 1778 sowie nochmals zwischen 1782 und 1785 saß er im Senat von New York, von 1781 bis 1782 in der State Assembly. Im Jahr 1784 wurde er in den Vorstand der New York University berufen. Er war auch Delegierter auf der Versammlung, die 1788 die Verfassung der Vereinigten Staaten für den Staat New York ratifizierte.
Politisch schloss sich Williams in den 1790er Jahren der von Alexander Hamilton gegründeten Föderalistischen Partei an. Bei den Kongresswahlen des Jahres 1794 wurde er im neunten Wahlbezirk von New York in das damals noch in Philadelphia tagende US-Repräsentantenhaus gewählt, wo er am 4. März 1795 die Nachfolge von James Gordon antrat. Nach einer Wiederwahl konnte er bis zum 3. März 1799 zwei Legislaturperioden im Kongress absolvieren.
Nach dem Ende seiner Zeit im US-Repräsentantenhaus wurde John Williams ein Großgrundbesitzer und Direktor einer Firma, die den Eriekanal bauen sollte. Diese konnte das Projekt später nicht vollenden. Der Kanal wurde schließlich von staatlicher Seite fertiggestellt. Williams amtierte in seiner Heimat auch als Bezirksrichter. Er starb am 22. Juli 1806 in Salem, wo er auch beigesetzt wurde.